# Günter Herterich
Günter Herterich (* 15. Juni 1939 in Stuttgart; † 21. April 2014 in Köln) war ein deutscher Politiker der SPD.

## Ausbildung und Beruf
Günter Herterich absolvierte nach dem Abitur ein Studium der Neueren Geschichte an den Universitäten Freiburg, Madrid, Paris und Köln.

## Politik
Günter Herterich war seit 1963 Mitglied der SPD in Köln, wo er seit 1967 eine Reihe von Parteiämtern innehatte, zuerst stellvertretender Ortsvereinsvorsitzender. Dann war er auch Mitglied des Unterbezirksvorstandes Köln von 1971 bis 1973, ab 1974 stellvertretender Vorsitzender des Unterbezirks Köln, ab 1979 Vorsitzender des Unterbezirks Köln und ab 1975 Beisitzer des Bezirksvorstandes Mittelrhein. Bis 1979 war er als Mitglied des Parteirates tätig.
1971 wurde er in den Rat der Stadt Köln gewählt; hier wurde er 1972 stellvertretender Fraktionsvorsitzender und ab 1975 fungierte er als Fraktionsvorsitzender.
1979 wurde er Parteivorsitzender (Unterbezirksvorstand) der Kölner SPD.
Herterich war seit 1972 Mitglied der Gewerkschaft Öffentliche Dienste, Transport und Verkehr.
Günter Herterich war vom 28. Mai 1975 bis zum 28. Mai 1980 direkt gewähltes Mitglied des 8. Landtages von Nordrhein-Westfalen für den Wahlkreis 014 Köln-Stadt I.
Von 1980 bis 1987 war Herterich Mitglied des 9. und 10. Deutschen Bundestages für den Wahlkreis Köln IV.
Er starb im April 2014.